# Homoneura bulga
Homoneura bulga är en tvåvingeart som beskrevs av Kim 1994. Homoneura bulga ingår i släktet Homoneura och familjen lövflugor. Inga underarter finns listade i Catalogue of Life.